# Quinchamalium excrescens
Quinchamalium excrescens är en tvåhjärtbladig växtart som beskrevs av Rodolfo Amando Philippi. Quinchamalium excrescens ingår i släktet Quinchamalium och familjen Schoepfiaceae. Inga underarter finns listade i Catalogue of Life.